# Тираник сірий
Тира́ник сірий (Serpophaga cinerea) — вид горобцеподібних птахів родини тиранових (Tyrannidae). Мешкає в Андах і горах Центральної Америки.

## Опис
Довжина птаха становить 10-11,4 см, вага 8 г. у самців верхня частина тіла блідо-сіра, нижня частина тіла сірувато-біла, горло і нижня частина живота білі. Верхня частина голови чорна, на тімені малопомітна біла пляма. Крила і хвіст чорнуваті, на крилах дві тонкі сірувато-білі смуги. У самиць тім'я є більш сірим, пляма на тімені менша або відсутня. У молодих птахів верхня частина голови більш коричнева, верхня частина тіла має коричнюватий відтінок, смуги на крилах жовті, більш широкі.

## Підвиди
Виділяють два підвиди:
- S. c. grisea Lawrence, 1871 — гори в Коста-Риці і західній Панамі;
- S. c. cinerea (Tschudi, 1844) — гірський масив Сьєрра-Невада-де-Санта-Марта, гори Сьєрра-де-Періха, Анди на заході Венесуели (Кордильєра-де-Мерида), в Колумбії, Еквадорі, Перу і Болівії.

## Поширення і екологія
Сірі тираники мешкають в Коста-Риці, Панамі, Колумбії, Венесуелі, Еквадорі, Перу і Болівії. Вони живуть на берегах гірських річок і струмків, зустрічаються переважно на висоті від 300 до 2200 м над рівнем моря, місцями на висоті до 3700 м над рівнем моря. Живляться комахами, яких ловлять в польоті або шукають серед рослинності. Гніздо відносно велике, чашоподібне, стелене пір'ям і покрите мохом, розміщується на гілці, на висоті до 4 м над водою або на скелястому березі. В кладці 2 жовтуватих або білуватих яєць.